# San Pedro Yucunama
San Pedro Yucunama è un comune del Messico, situato nello stato di Oaxaca.